# Giovanni Borel
Giovanni Borel (1 juli 1801 - 9 september 1873) was een Italiaans rooms-katholiek priester. Hij staat bekend als een mentor van Giovanni Bosco, stichter van de Salesianen.
Na zijn priesterwijding werd Borel kapelaan van de koning van Sardinië en hield hij zich bezig met het religieuze onderricht en het spirituele welzijn van de hofdames. Ook was hij geestelijk directeur van een college voor de aristocratie in Turijn. Borel kreeg lokale bekendheid door zijn preken en vanaf de jaren 1840 werd hij een mentor van Giovanni Bosco, die bij hem ging inwonen.